# Peter Anheuser
Peter Anheuser (* 23. März 1938 in Bad Kreuznach; † 27. Oktober 2016) war ein deutscher Politiker (CDU) und Winzer.

## Leben und Beruf
Anheuser legte 1958 das Abitur am naturwissenschaftlichen Gymnasium in Bad Kreuznach ab, studierte vier Semester Mathematik und Physik an der Philipps-Universität Marburg, machte eine kaufmännische Lehre, legte die Winzergehilfenprüfung ab und wurde nach einem Studium an der FH Geisenheim 1967 Ingenieur für Weinbau. Ab 1969 führte er das familieneigene Weingut Paul Anheuser in Bad Kreuznach. Anheuser war verheiratet und hat zwei Kinder.

## Politik
Anheuser trat 1978 der CDU bei. 1984 wurde er Mitglied des Bad Kreuznacher Stadtrats, in dem er ein Jahr später zum Fraktionsvorsitzenden gewählt wurde. Von 1993 bis 2006 war er Abgeordneter im rheinland-pfälzischen Landtag. Er war im Landtag Mitglied im Ausschuss für Landwirtschaft, Weinbau und Forsten. In der 13. und der 14. Wahlperiode war er zusätzlich Mitglied im Ausschuss für Wirtschaft und Verkehr. In der 14. Wahlperiode war er Alterspräsident des Landtags. Darüber hinaus wurde Anheuser 1999 Mitglied des Kreistages des Landkreises Bad Kreuznach und dort stellvertretender Vorsitzender der CDU-Fraktion.

## Gesellschaftliches Engagement
Anheuser war Präsident des Weinbauverbands Nahe, Vorstandsmitglied bzw. -vorsitzender des Deutschen Weinbauverbands, 2000 Vizepräsident des Bauern- und Winzerverbands Rheinland-Nassau, Vizepräsident VDP und Vorsitzender der „Mainzer Weinbörse W. V.“, der Teilnehmergemeinschaft Flurbereinigung Schloßböckelheim und Teilnehmergemeinschaft Flurbereinigung Bad Kreuznach, 200 stellvertretender Vorsitzender, anschließend Vorsitzender des Verwaltungsrats der WAK Rheinland-Pfalz, Ortsvorsitzender Bad Kreuznach des Bauern- und Winzerverbands Rheinland-Nassau, 16 Jahre ehrenamtlicher Richter am Arbeitsgericht Bad Kreuznach, Mitglied und zeitweise Vorsitzender des Verwaltungsrats der AOK, Mitglied im Aufsichtsrat der Stadtwerke GmbH, im Aufsichtsrat der Holding Stadt GmbH, im Verwaltungsrat des Arbeitsamtes bzw. der Agentur für Arbeit Bad Kreuznach, der Kreissynode der evangelischen Kirche Bad Kreuznach, langjährige Mitgliedschaft und aktive Tätigkeit im Bereich Sport (Ruderverein, Leichtathletik, Basketball).

## Auszeichnung
- Verdienstmedaille des Landes Rheinland-Pfalz
- Freiherr-vom-Stein-Plakette
- Goldene Kammermedaille der Landwirtschaftskammer (2003)